# Les Siestes grenadine
Les Siestes grenadine és una pel·Lícula tunisiana del 1999 dirigida per Mahmoud Ben Mahmoud, dedicada a una descripció de la societat tunisiana, realitzada uns deu anys abans de la revolució de 2010-2011.

## Tema
La pel·lícula descriu la societat tunisiana, el seu encant i alguns dels seus mals: l'empresarialisme, la corrupció, la difícil relació amb Àfrica, la relació ambigua amb Europa, les diferències culturals entre generacions, la repressió sexual, mitjans controlats pels governants, etc. El títol, suaument irònic, fa referència a una expressió sobre les "migdiades de granadina", per la calor de la tardor que madura el fruit dels magraners, amb profusió d'olors.

## Argument
Un terratinent torna del Senegal acompanyat de la filla fruit d'una aventura amb una francesa.

## Repartiment
- Yasmine Bahri : Soufiya Haydar
- Hichem Rostom ! Wahid Haydar
- Lubna Azabal : Mabrouka
- Kadhir Fardi : Choufik
- Aissa Harrath : Amar (com Issa Harrath)
- Jamila Chihi : Anissa
- Ahmed Ben Maaouia : Limam
- Denis Mpunga

## Premis
L'actriu Yasmine Bahri va guanyar el premi a la millor actriu pel seu paper durant el Festival Júnior de Canes 2001. Ismaël Lô va guanyar una menció a la millor banda sonora a la XX edició de la Mostra de València. Faouzi Thabet va guanyar el premi al millor so al Fespaco de 1999 i també va guanyar el Premi especial del jurat al Festival de Cinema de Torí.